# 채널A 뉴스와이드
채널A 뉴스와이드는 대한민국에서 월 ~ 금 오후 1시 ~ 3시, 토 ~ 일 오후 12시 40분 ~ 2시 50분에 텔레비전으로 방송하는 채널A의 오전, 낮 시간대 뉴스 프로그램이다.

## 채널A의 다른 뉴스 프로그램
- 채널A 아침뉴스
- 채널A 뉴스현장
- 채널A 종합뉴스
- 채널A 뉴스 스테이션